# Arkansas
Arkansas (angielska wymowa:/ˈɑrkənsɔː/ⓘ) – stan w południowo-wschodniej części Stanów Zjednoczonych, sąsiadujący z Missouri, Oklahomą, Teksasem, Luizjaną, Missisipi i Tennessee. Stolicą oraz największym miastem jest Little Rock.
Stan położony na zachód od rzeki Missisipi. Większość obszaru stanu jest nizinna (dolina Missisipi), a południowo-zachodnia część wyżynna (wyżyna Ozark). Ponad połowę powierzchni stanu pokrywają lasy. Stan obfituje w zasoby naturalne, w tym brom, gaz ziemny, ropę naftową i kamień krzemowy.
Najwcześniejszymi mieszkańcami tych obszarów byli Indianie żyjący wzdłuż rzeki Missisipi. W okresie, gdy tereny te stały się obiektem zainteresowania Europejczyków, żyły tam plemiona: Caddo (Kaddo), Osedżowie i Quapaw.
Konserwatywna tradycja tego stanu wyraża się w: stosowaniu kary śmierci przez wstrzyknięcie trucizny, zakazie małżeństw jednopłciowych w następstwie referendum, a także głosowaniu w 2021 roku za zakazem aborcji, nawet w przypadku gwałtu lub kazirodztwa.

## Symbole stanu
- Dewiza: Regnat Populus (z łac. „rządy ludu”)
- Przydomek: The Natural State („stan natury”)
- Symbole: kwiat jabłoni, sosna, przedrzeźniacz północny

## Historia
- 1541 – na terytorium dzisiejszego Arkansas dotarła hiszpańska ekspedycja kierowana przez Hernando de Soto
- druga połowa XVII wieku – zaczęli osiedlać się pierwsi osadnicy francuscy, obszar Arkansas jest wówczas częścią francuskiej Luizjany
- 1762 – pod panowaniem Hiszpanii
- 1800 – ponownie własnością Francji
- 1803 – przeszedł na własność Stanów Zjednoczonych po zakupieniu francuskiej Luizjany od rządu francuskiego
- 15 czerwca 1836 – przyjęcie do Unii
- 1861 – przyłączenie się do Konfederacji
- 1865 – ponowne podporządkowanie Unii
- 1906 – po raz pierwszy odkryto diamenty

## Geografia

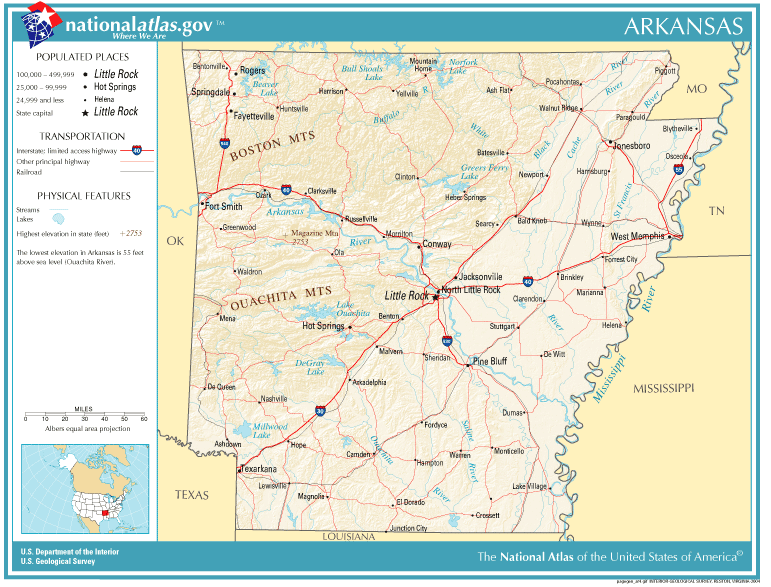
Mapa stanu

- Klimat: podzwrotnikowy kontynentalny, wiosną i latem występują tornada z gwałtownymi ulewami, zimy są łagodne
- Główne rzeki: Missisipi, Arkansas
- Najwyższy szczyt: Signal Hill (839 m n.p.m.)
- Roślinność: lasy z udziałem sosny i dębu białego
- Liczba parków stanowych: 50
- Parki narodowe: Hot Springs

### Miejscowości
Na terenie stanu Arkansas znajduje się 501 miast (city lub town), w tym jedno o liczbie ludności przekraczającej 100 000, 38 powyżej 10 000 mieszkańców, a 183 powyżej 1000 mieszkańców (2021 r.).
Lista miast zamieszkanych przez 4000 lub więcej osób (2021 r.):

- Little Rock (201 998)
- Fayetteville (95 230)
- Fort Smith (89 576)
- Springdale (87 609)
- Jonesboro (79 324)
- Rogers (71 112)
- Conway (65 121)
- North Little Rock (64 162)
- Bentonville (56 734)
- Pine Bluff (40 244)
- Hot Springs (38 114)
- Benton (35 675)
- Sherwood (33 020)
- Bella Vista (30 808)
- Paragould (29 906)
- Russellville (29 338)
- Texarkana (29 314)
- Jacksonville (29 305)
- Cabot (26 655)
- West Memphis (24 150)
- Van Buren (23 353)
- Searcy (23 098)
- Bryant (21 073)
- Centerton (19 984)
- Maumelle (19 270)
- Siloam Springs (17 575)
- El Dorado (17 339)
- Marion (13 695)
- Harrison (13 195)
- Blytheville (13 039)
- Mountain Home (12 993)
- Forrest City (12 972)
- Batesville (11 166)
- Magnolia (11 105)
- Malvern (10 719)
- Camden (10 369)
- Arkadelphia (10 258)
- Lowell (10 177)
- Greenwood (9605)
- Clarksville (9476)
- Helena-West Helena (9149)
- Hope (8686)
- Beebe (8561)
- Monticello (8308)
- Wynne (8274)
- Farmington (8242)
- Stuttgart (8056)
- Newport (7852)
- Pocahontas (7521)
- Prairie Grove (7434)
- Trumann (7332)
- Heber Springs (7154)
- Pea Ridge (7140)
- Morrilton (7064)
- Osceola (6779)
- Ward (6359)
- De Queen (6071)
- Cave Springs (5916)
- Greenbrier (5862)
- Alma (5850)
- Berryville (5687)
- Tontitown (5633)
- Mena (5613)
- White Hall (5578)
- Walnut Ridge (5448)
- Warren (5380)
- Sheridan (5012)
- Cherokee Village (4866)
- Barling (4843)
- Crossett (4706)
- Shannon Hills (4567)
- Dardanelle (4491)
- Vilonia (4429)
- Southside (4243)
- Brookland (4235)
- Ashdown (4165)
- Lonoke (4146)
- Nashville (4112)
- Austin (4028)
- Haskell (4015)
- Gentry (4000)

## Podział administracyjny
Arkansas dzieli się na 75 hrabstw (lista). Największym z nich jest hrabstwo Pulaski.

## Demografia

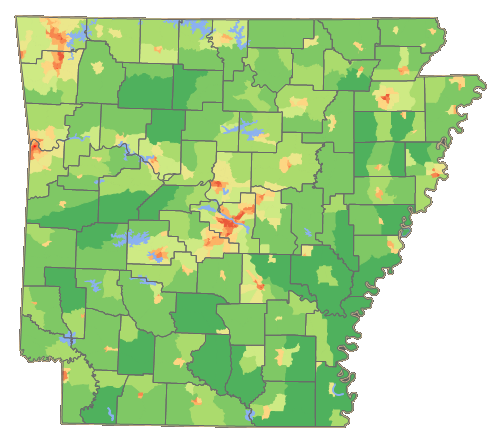
Mapa gęstości zaludnienia

Spis ludności z roku 2020 stwierdza, że stan Arkansas liczy 3 011 524 mieszkańców, co oznacza wzrost o 95 606 (3,3%) w porównaniu z poprzednim spisem z roku 2010. Dzieci poniżej piątego roku życia stanowią 6,2% populacji, 23,2% mieszkańców nie ukończyło jeszcze osiemnastego roku życia, a 17,4% to osoby mające 65 i więcej lat. 50,9% ludności stanu stanowią kobiety.

### Rasy i pochodzenie
Według danych z 2019 roku, 76,7% mieszkańców stanowiła ludność biała (72% nie licząc Latynosów), 15,5% to czarni lub Afroamerykanie, 2,8% miało rasę mieszaną, 1,5% to Azjaci, 0,6% to rdzenna ludność Ameryki, 0,4% to Hawajczycy i mieszkańcy innych wysp Pacyfiku. Latynosi stanowią 7,7% ludności stanu.
Największe grupy stanowią osoby pochodzenia „amerykańskiego” (9,4%), irlandzkiego (8,5%), niemieckiego (8,4%), angielskiego (7,2%) i meksykańskiego (5,6%). Istnieją także duże grupy osób pochodzenia europejskiego (58,8 tys.), szkockiego (48,5 tys.), francuskiego (48 tys.), afrykańskiego subsaharyjskiego (42,5 tys.), włoskiego (42,5 tys.) i szkocko–irlandzkiego (31,7 tys.). Liczbę Polaków oszacowano na 23,2 tys. osób.

### Język
Najpowszechniej używanymi językami są:
- język angielski – 93,4%,
- język hiszpański – 4,82%.

### Religia
Dane z 2014 r.:
- protestanci – 70%: 
  - baptyści – 33%,

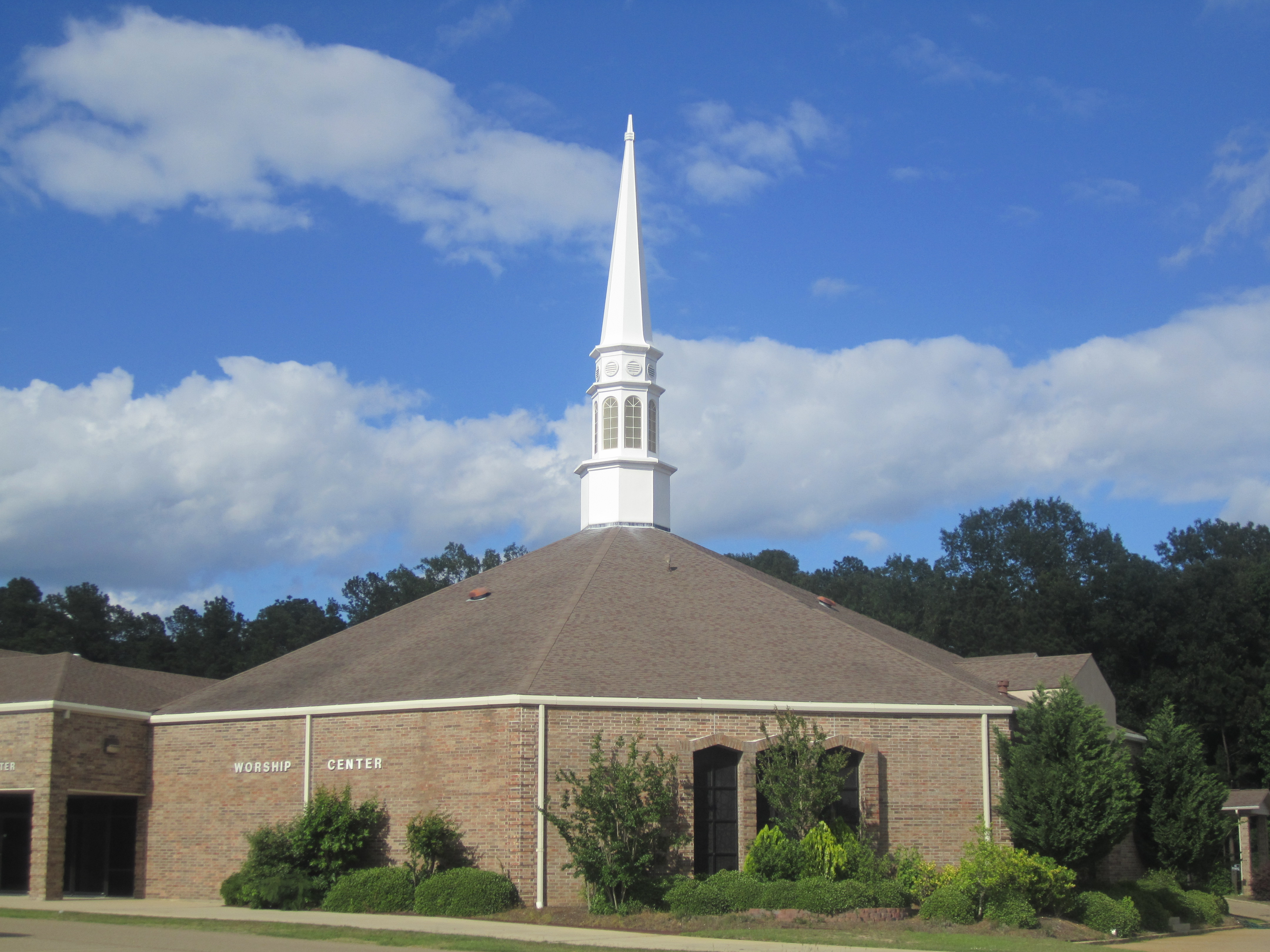
Kościół baptystów w El Dorado

  - pozostali – 37% (głównie: metodyści, zielonoświątkowcy, bezdenominacyjni i campbellici),
- brak religii – 18% (w tym: 3% agnostycy i 2% ateiści),
- katolicy – 8%,
- mormoni – 1%,
- inne religie – 3% (w tym: świadkowie Jehowy, muzułmanie, hinduiści, buddyści, żydzi, bahaiści, prawosławni, scjentyści i unitarianie uniwersaliści[11]).

## Gospodarka

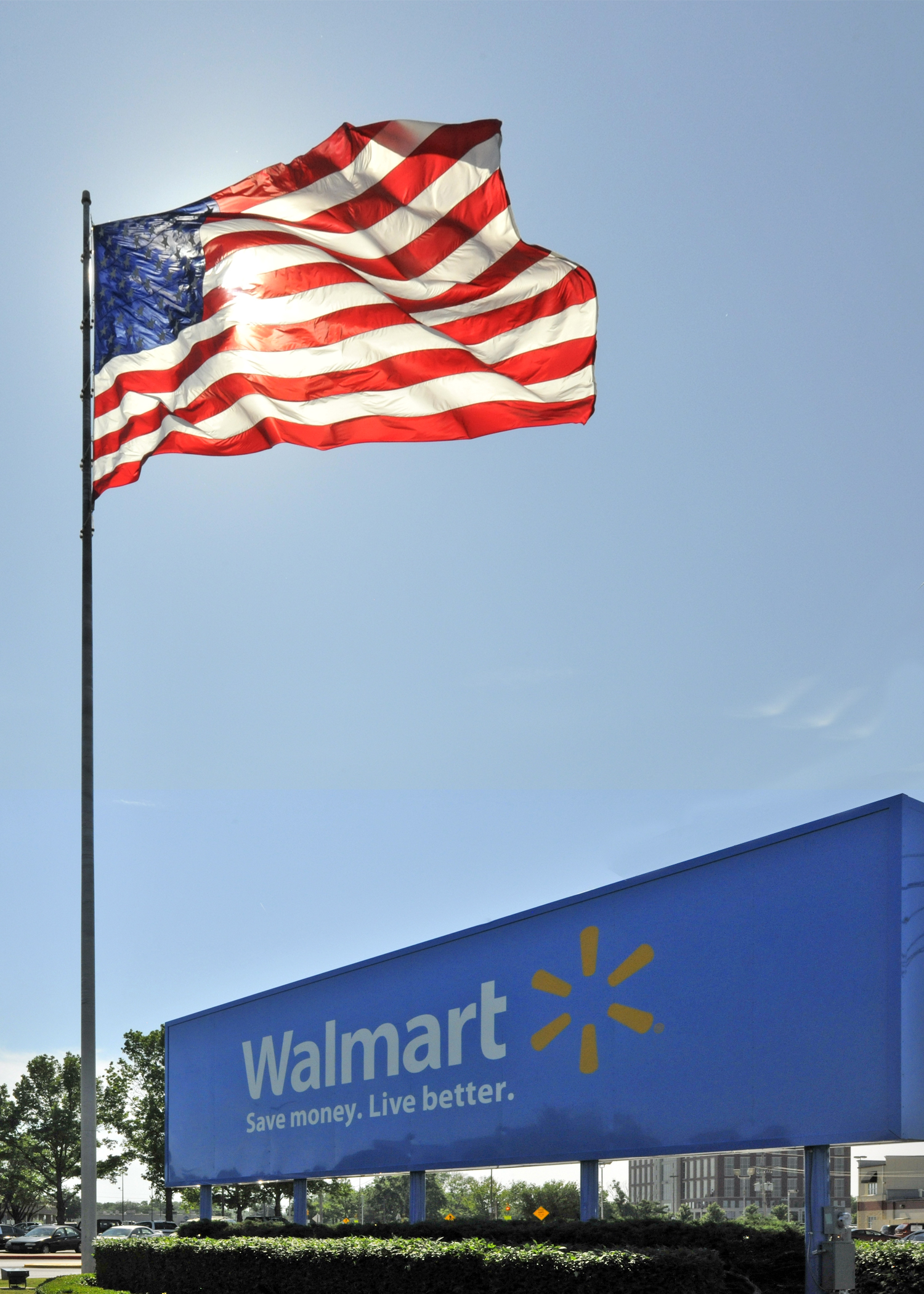
Biuro Walmarta w Bentonville

Znaczący udział w tworzeniu produktu krajowego brutto (PKB) mają: produkcja chemiczna, narzędzia, wydobycie gazu ziemnego i ropy naftowej, górnictwo, rolnictwo, oraz przetwórstwo żywności i napojów.
Samoloty były głównym towarem eksportowym z Arkansas w 2019 roku, o wartości 1,24 mld dolarów. Do innych eksportowanych towarów przynoszących największy zysk należą: maszyny, tabor kolejowy, maszyny elektryczne, chemikalia organiczne, zboża, tworzywa sztuczne, celuloza z drewna, mięso, oraz papier i tektura.

### Bogactwa naturalne
W Parku Stanowym Krateru Diamentów znajduje się jedyna czynna kopalnia diamentów w Stanach Zjednoczonych. Większość produkcji gazu ziemnego w stanie pochodzi z Zagłębia Arkoma, w dolinie rzeki Arkansas. Zasoby węgla znajdują się w dolinie, w pobliżu zachodniej granicy stanu, a obejmują również większość wschodniej części stanu. Obszar produkcji ropy naftowej znajduje się na południu Równiny Przybrzeżnej.
Stan ma trzy zakłady produkujące biodiesel o łącznej zdolności produkcyjnej 115 milionów galonów rocznie, co jest piątym wynikiem w Stanach Zjednoczonych.

### Energia

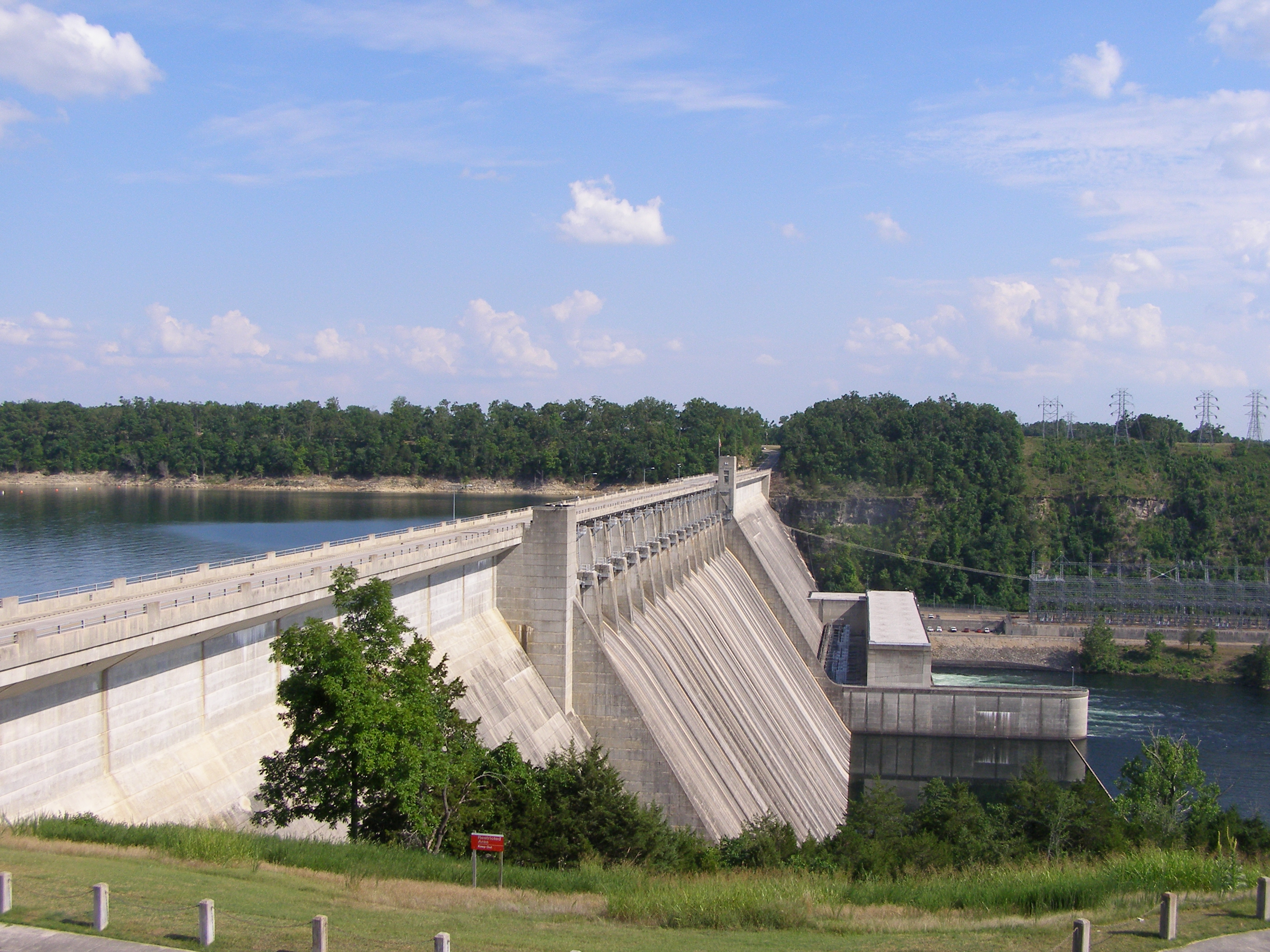
Bull Shoals Dam to jedna z dwudziestu elektrowni wodnych w stanie.

W 2020 r. gaz ziemny po raz pierwszy wytworzył w Arkansas więcej energii elektrycznej niż węgiel i stanowił prawie jedną trzecią produkcji netto stanu. Węgiel odpowiadał za trzy dziesiąte produkcji netto stanu w 2020 r., w porównaniu z ponad połową produkcji w 2014. Stan ma jedną elektrownię jądrową – z dwoma reaktorami – która zapewnia prawie trzy dziesiąte produkcji. Prawie cała pozostała część produkcji energii elektrycznej w stanie pochodziła z elektrowni wodnych i elektrowni opalanych biomasą.

### Rolnictwo
Drób, soja i ryż to trzy najważniejsze produkty rolne stanu pod względem wpływów z gospodarstw rolnych. 

## Uczelnie
- Uniwersytet Arkansas
- Arkansas State University System
  - Arkansas State University – Jonesboro
  - Arkansas State University – Mountain Home